# Čepure
Čepure (cyr. Чепуре) – wieś w Serbii, w okręgu pomorawskim, w gminie Paraćin. W 2011 roku liczyła 762 mieszkańców.